# Coliseo Jorge Arango Uribe
El Coliseo Jorge Arango Uribe es un escenario deportivo ubicado en la ciudad colombiana de Manizales, ubicado en la Unidad Deportiva Palogrande, contiguo al Estadio Palogrande. Fue inaugurado en 1936 y fue techado en 1951.
En el denominado como Coliseo Mayor de la capital de Caldas, se ha destacado la práctica del baloncesto profesional, siendo locales los equipos Sabios de Manizales y Once Caldas en la  Liga Profesional de Baloncesto de Colombia.
El escenario albergó los Juegos Nacionales y Paranacionales de Colombia en 2023.